# Primic
Primic je priimek več znanih ljudi:

## Znani nosilci priimka
- Julija Primic (1816—1864), pesniška muza in neuslišana ljubezen Franceta Prešerna
- Janez Nepomuk Primic (1785—1823), razsvetljenski pesnik, prevajalec, pisatelj in profesor
- Maja Primic Žakelj (1952—2024), epidemiologinja, onkologinja